# Jacek Guzy
Jacek Marek Guzy (ur. 24 marca 1964 w Tarnowskich Górach) – polski nauczyciel i samorządowiec, w latach 2006–2014 prezydent Siemianowic Śląskich.

## Życiorys
Absolwent Akademii Wychowania Fizycznego w Katowicach. Odbył studia podyplomowe z zakresu programów strukturalnych Unii Europejskiej. Pracował jako nauczyciel wychowania fizycznego. W latach 90. został radnym miejskim, działał w Siemianowickim Towarzystwie Oświatowym, od 2000 do 2006 pełnił funkcję zastępcy prezydenta miasta.
W wyborach samorządowych w 2006 ubiegał się o urząd prezydenta miasta z ramienia lokalnego komitetu, wygrywając w drugiej turze z kandydatką PiS. Cztery lata później uzyskał reelekcję w pierwszej turze. W 2014 nie został wybrany na kolejną kadencję, objął natomiast mandat radnego Siemianowic Śląskich.
W 2015 zatrudniony jako członek zarządu MPGK w Świętochłowicach. W tym samym roku bez powodzenia z ramienia PiS kandydował do Senatu.
W 2014 otrzymał Nagrodę im. Wojciecha Korfantego przyznaną przez Związek Górnośląski.
W 2017 Instytut Badań i Analiz Działalności Jednostek Samorządu Terytorialnego w Krakowie wydał książkę zatytułowaną Zdeterminowany, będącą wywiadem rzeką przeprowadzonym przez Franciszka Maleckiego-Trzaskosia z Jackiem Guzym i poświęconym historii Siemianowic Śląskich. 